# Chantal Škamlová
Chantal Škamlová (Banská Bystrica, 4 settembre 1993) è una tennista slovacca.

## Carriera
Chantal ha vinto 12 titoli singolari e 40 titoli nel doppio nel circuito ITF in carriera. Chantal ha raggiunto la sua migliore posizione nel singolare WTA, nr 218, il 14 agosto 2017, mentre il 7 gennaio 2019 ha raggiunto il miglior piazzamento mondiale nel doppio, nr 116.
Škamlová ha vinto il doppio ragazze agli Australian Open 2010 in coppia con Jana Čepelová, sconfiggendo in finale Tímea Babos e Gabriela Dabrowski.

## Grand Slam Junior

### Doppio

#### Vittorie (1)
| Tornei del Grande Slam  |
| ----------------------- |
| Australian Open (1)     |
| Open di Francia (0)     |
| Torneo di Wimbledon (0) |
| US Open (0)             |

| N. | Data            | Torneo                     | Superficie | Compagna      | Avversarie in finale           | Punteggio   |
| 1. | 30 gennaio 2010 | Australian Open, Melbourne | Cemento    | Jana Čepelová | Tímea Babos Gabriela Dabrowski | 7-6(1), 6-2 |